# Андрианов, Борис Анатольевич
Борис Анатольевич Андрианов (род. 14 апреля 1976, Москва) — российский виолончелист, педагог, доцент Московской консерватории, заслуженный артист России (2016).
Художественный руководитель проекта «Поколение звёзд», в рамках которого проводятся концерты молодых талантливых музыкантов в разных городах и регионах России.

## Биография
Родился в 1976 году. Отец — Анатолий Владимирович Андрианов, альтист, концертмейстер Национального симфонического оркестра Каталонии, живёт в Испании. Мать — Елизавета Андрианова, пианистка.
Дед — Владимир Павлович Андрианов (1906—1985), театральный актёр и режиссёр, народный артист СССР (1982).
Окончил школу-десятилетку имени Гнесиных (класс В. М. Бириной), Московскую консерваторию (класс Н. Н. Шаховской), затем продолжил своё образование в Высшей школе музыки имени Ханса Эйслера (Германия) в классе знаменитого виолончелиста Давида Герингаса.
С 1991 года являлся стипендиатом программы «Новые имена», в рамках которой выступил во многих городах России, а также в Ватикане — резиденции Папы Иоанна Павла II, в Женеве — в представительстве ООН, в Лондоне — в Сент-Джеймском дворце.
Был женат на актрисе Виктории Романенко (род. 1988). Сын Пётр (род. 2015). Вторая жена — виолончелистка Анна Кошкина. Двое детей. 

## Достижения
В 16 лет стал лауреатом первого Международного юношеского конкурса имени П. И. Чайковского, а спустя год получил первую премию и Гран-при на конкурсе в ЮАР.
В мае 1997 года Борис Андрианов совместно с пианистом Алексеем Гориболем стал лауреатом Первого Международного конкурса им. Д. Д. Шостаковича Classica Nova (Ганновер, Германия).
На VI Международном конкурсе виолончелистов М. Ростроповича в Париже (1997) стал первым представителем России, получившим звание лауреата за всю историю конкурса. Своим участием в 2000 году в Международном конкурсе имени Антонио Янигро в Загребе (Хорватия), где Борис Андрианов был удостоен I премии и получил все специальные призы, виолончелист подтвердил свою высокую репутацию, которая сложилась после XI Международного конкурса им. П. И. Чайковского (1998), где он завоевал III премию и Бронзовую медаль.
В 2003 году Борис Андрианов стал лауреатом I Международного конкурса имени Исанг Юна (Корея).
Борис Андрианов имеет обширный концертный репертуар, выступает с симфоническими и камерными оркестрами, в их числе: оркестр Мариинского театра, Российский национальный оркестр, Академический симфонический оркестр Московской филармонии, Большой симфонический оркестр имени П. И. Чайковского, Государственный камерный оркестр джазовой музыки имени О. Лундстрема, Национальный оркестр Франции, филармонические оркестры Словении и Хорватии, камерные оркестры Берлина, Вены, Загреба, Польши и Литвы, Боннский оркестр имени Бетховена, оркестр Падуи.
Он также играл с такими известными дирижёрами, как Валерий Гергиев, Владимир Федосеев, Марк Горенштейн, Павел Коган, Александр Ведерников, Давид Герингас, Роман Кофман и другими. Вместе со знаменитым польским композитором и дирижёром Кшиштофом Пендерецким виолончелист неоднократно исполнял его Concerto Grosso для трёх виолончелей и оркестра. Борис исполняет много камерной музыки, играя в ансамблях с такими музыкантами, как Юрий Башмет, Менахем Пресслер, Акико Суванаи, Жанин Янсен, Юлиан Рахлин.
Борис Андрианов выступает с концертами в лучших залах России, а также на престижнейших концертных площадках Голландии, Японии, Германии, Австрии, Швейцарии, США, Словакии, Италии, Франции, ЮАР, Корее, Италии, Индии, Китая и других стран. В сентябре 2006 года он выступил в г. Грозный. Это были первые концерты классической музыки в Чеченской Республике с момента начала военных действий.
Был участником многих международных фестивалей, в их числе: Шведский Королевский фестиваль, Людвигсбургский (Германия), фестивали в Черво (Италия), Дубровнике (Хорватия), Давосе (Швейцария), фестиваль «Crescendo» (Россия). Постоянный участник фестиваля камерной музыки «Возвращение» (Москва).

## Виолончельный фестиваль
В 2008 году в Москве состоялся первый в истории России виолончельный фестиваль, арт-директором которого является Борис Андрианов.
В марте 2010 прошёл второй фестиваль, а осенью 2011 года и третий фестиваль Vivacello, на которых выступили такие выдающиеся музыканты, как Наталия Гутман, Юрий Башмет, Миша Майский, Давид Герингас, Стивен Иссерлис, Александр Рудин, Юлиан Рахлин, Сергей Накаряков и многие другие артисты. За этот проект в 2009 году Борис был награждён премией правительства РФ в области Культуры. В том же году он начал преподавать в Московской консерватории.

## Пресса
Талант виолончелиста отмечен многими известными музыкантами. Даниил Шафран писал: «Борис Андрианов на сегодняшний день является одним из наиболее талантливых виолончелистов. Я не сомневаюсь в его большом будущем».
После исполнения Концерта Боккерини в Берлинской филармонии газета «Берлинер тагесшпигель» опубликовала статью, озаглавленную «Молодой бог», в которой писала: «..молодой русский музыкант играет как бог: трогающий до глубины души звук, прекрасная мягкая вибрация и мастерское владение инструментом сотворили из неприхотливого концерта Боккерини маленькое чудо»…"

## Музыкальные диски
В сентябре 2007 года диск Бориса Андрианова и пианиста Рэма Урасина был выбран английским журналом Gramophone как лучший камерный диск месяца. В 2003 году альбом Бориса Андрианова, записанный совместно с ведущим российским гитаристом Дмитрием Илларионовым, выпущенный американской фирмой DELOS, вошел в предварительный список номинантов премии «Грэмми».

## Награды и звания
- заслуженный артист Российской Федерации (2016) — за большие заслуги в развитии отечественной культуры и искусства, многолетнюю плодотворную деятельность[2]
- лауреат премии Правительства Российской Федерации в области культуры (2009)[3]